# Krokus
Krokus — швейцарський хард-рок/хеві-метал гурт, утворений 1974 року у Солотурні (Solothurn).
До першого складу гурту ввійшли: Кріс фон Pop (Chris von Rohr), 24.10.1951, Солотурн, Швейцарія — бас, вокал; Фернандо фон Арб (Fernando von Arb), 17.01.1953, Олтен, Швейцарія — гітара, вокал; Юерг Негелі (Jürg Naegeli) — клавішні; Томмі Кіффер (Tommy Kieffer) — гітара, вокал та Фредді Стеді (Freddy Steady), 22.08.1954, Солотурн, Швейцарія — ударні.
Ця формація була утворена з метою грати симфо-рок на зразок Yes, Genesis та Emerson, Lake & Palmer. Однак після чотирьох років своєї діяльності та запису двох не дуже цікавих альбомів Krokus вирішили переключитися на хард-рок, припинивши марні пошуки чогось витонченого, звернувшись до коріння стилю AC/DC. Свої твори музиканти почали писати відповідно до єдиної схеми, що спиралась на прості акорди та нескладні рефрени, що постійно повторювалися. Коли з'ясувалося, що вокалу Рора бракує відповідного діапазону, він став виконувати роль лише бас-гітариста, поступившись 1978 року місцем біля мікрофону Марку «Войс» Сторесу (Marc «The Voice» Storace), 17.10.1951, Мальта, з гурту Tea.
Виданий 1979 року лонгплей «Metal Rendez-Vous» виявився зворотною точкою у кар'єрі групи — він був набагато «тяжчим» від того, що виконували досі, а його поява збіглася з відродженням популярності «heavy-metal» у Великій Британії. 1980 року гурт з успіхом виступив на фестивалі у Редінгу, однак того ж року місце Кіффера зайняв Менді Мейєр (Mandy Meyer), справжнє ім'я якого Арманд Мейєр (Armand Meyer), 29.08.1960, Саскачеван, Канада. Два наступні альбоми «Hardware» та «One Vice At A Time» за стилем повторювали свого попередника, але гурт все ж дещо пом'якшив своє звучання, зробивши його прийнятним для трансляції у радіоефірі. Ці платівки зайняли відповідно 44-е та 28-е місця у британському чарті, а за ними з'явився черговий лонгплей «Headhunter». Цей незабутній альбом, який продюсував Том Олом, пропонував швидку та досить сувору музику і потрапив на 25-е місце американського чарту.
Треба зазначити, що згадані альбоми були зроблені при постійній зміні складу. Ще 1981 року Мейєра змінив Марк Колер (Mark Kohler), якого у свою чергу змінив Патрік Мейсон (Patrick Mason). 1983 року на місце Стеді прийшов новий ударник — Стів Пейс (Steve Pace). Наступного року персональні зміни тривали, коли Krokus залишили відразу ван Pop та Пейс і на їх місця було запрошено Томмі Кайзера (Tommy Keiser) — бас та Джеффа Клейвена (Jeff Claven) — ударні. Це затримало появу чергового лонгплея «The Blitz», продюсував який Брюс Фейрбейрн, і який виявився повним непорозумінням, хоч і піднявся в американському чарті до 31 місця, головним чином завдяки популярності свого попередника.
1985 року гурт почав втрачати популярність, головною причиною чого були постійні зміни складу, які продовжувались і далі. 1986 року на місце Клейвена прийшов Денні Крівеллі (Danny Crivelli), а 1987-го до групи повернувся ван Pop, змінивши Кайзера. 1988 року Krokus залишив Сторас, і хоч його замінив новий вокаліст Скотт Алан (Scott Alan), після запису 1990 року лонгплея «Stampede» гурт практично перестав існувати. 1989 року Марк Сторас утворив власну формацію The Heavy's.

## Дискографія
- 1975: Krokus
- 1977: То You All
- 1978: Painkiller
- 1979: Pay It In Metal
- 1979: Metal Rendez — Vous
- 1981: Hardware
- 1982: One Vice At A Time
- 1983: Headhunter
- 1984: The Blitz
- 1986: Change Of Addess
- 1986: Alive And Screamin'
- 1987: Heart Attack
- 1989: Stayed Awake All Night — The Best Of Krokus
- 1990: Stampede
- 1995: To Rock or Not to Be
- 1999: Round 13
- 2003: Rock the Block
- 2006: Hellraiser
- 2010: Hoodoo
- 2013: Dirty Dynamite
- 2017: Big Rocks

- Krokus Discography [Архівовано 9 березня 2010 у Wayback Machine.]

### Марк Сторес
- 1975: Tea (разом з гуртом Tea)
- 1975: The Ship (разом з гуртом Tea)
- 1989: Metal Marathon (разом з гуртом The Heavy's).

### Кріс фон Pop
- 1987: Hammer & Tongue
- 1993: The Good, The Bad & The Dog